# 纖鸚嘴魚
纖鸚嘴魚（学名：Leptoscarus vaigiensis），又名纖鸚鯉，俗名鸚哥、蠔魚、臊魚，為輻鰭魚綱鱸形目隆頭魚亞目鸚哥魚科的其中一種。

## 分布
本魚分布於印度太平洋區，包括紅海、東非、南非、馬達加斯加、模里西斯、馬爾地夫、越南、泰國、尼科巴群島、安達曼群島、日本、台灣、菲律賓、印尼、澳洲、新喀里多尼亞、新幾內亞、索羅門群島、馬里亞納群島、帛琉、斐濟群島、紐西蘭北部、復活節島、夏威夷群島、法屬玻里尼西亞等海域。

## 深度
水深3至10公尺。

## 特徵
本魚具有癒合齒板，上顎較下顎稍長，較細長的體型和角度較小的頭部輪廓。體延長而略側扁。吻圓鈍；前額不突出。上咽骨每側有咽頭齒三列，下咽骨之生齒面寬度大於長度。體呈棕色至綠色，背部有深色斑點，腹側逐漸變為黃色或綠色。雄魚的側邊上有一條淺色的縱向條紋，頭部、身體、背鰭和臀鰭上有藍色的小斑點。雌魚有斑駁的棕色和白色。背鰭硬棘9至10枚、背鰭軟條10枚、臀鰭硬棘3枚、臀鰭軟條9枚、脊椎骨25枚。體長可達35公分。

## 生態
本魚不經歷性別轉變。主要棲息在海草床和藻類覆蓋的珊瑚礁之間潟湖、海灣水域，通常成小群活動，以海藻及海草為食。

## 經濟利用
食用魚類，但不具經濟價值，一般作清蒸、紅燒或煮味增湯。